# Oldenlandia umbellata
La chaya de la India (Oldenlandia umbellata) es una especie de planta de crecimiento lento nativa de la India.

## Usos
Un colorante rojo desteñido puede ser extraído de la corteza de la raíz de (preferiblemente) de una planta de dos años. La raíz colorante  se utilizó con un mordiente para teñir de un color rojo a tejidos como el percal, lana y seda.
Se cultiva en la costa de Coromandel en la India.
Uso medicinal
Esta planta es muy conocida en la medicina Siddha por sus propiedades astringentes. También es un medicamento que se puede administrar para el asma bronquial, como una decocción de toda la planta, una decocción hecha de su raíz y regaliz en la relación 10:4, o la raíz en polvo se administra ya sea con agua o miel.
Una decocción de la raíz también es un febrífugo.

## Taxonomía
Oldenlandia umbellata fue descrita por Carolus Linnaeus  y publicado en Species Plantarum 1: 119. 1753
Sinonimia
- Gerontogea umbellata (L.) Cham. & Schltdl.
- Hedyotis brevicalyx Sivar., Biju & P.Mathew
- Hedyotis indica Roem. & Schult.
- Hedyotis linarifolia R.Br. ex Wall.
- Hedyotis puberula (G.Don) Arn.
- Hedyotis umbellata (L.) Lam.
- Hedyotis wightii (Hook.f.) K.K.N.Nair
- Hedyotis wightii (Hook. f.) Sivar., Biju & P. Mathew
- Oldenlandia puberula G.Don
- Oldenlandia wightii Hook.f.[5]